# کوه تاهات
کوه تاهات (عربی: جبل تاهات)نام یک قله کوه است که در الجزایر واقع شده و حدود ۲،۹۰۸مترارتفاع دارد.تاهات یک کوه از رشته کوه هوگار است.کوه تاهات یک آتشفشان خاموش محسوب می‌شود.غارهای این کوه در گذشته میزبان انسان‌های اولیه بوده‌است.قدمت قدیمی‌ترین غارنگاره به ۸۰۰۰و۲۰۰۰ سال قبل از میلاد مسیح می‌رسد.